# Joden
Joden vormen een volk of etniciteit, beschreven als Israëlieten, ook wel het oude volk Israël, of het Joodse volk.

## Geschiedenis

### In de Hebreeuwse Bijbel
Het bestaan van een Joods volk wordt veelal ontleend aan de verhalen in de Hebreeuwse bijbel. Die beginnen met de vlucht van dit volk uit Egypte, 3000-4000 jaar geleden. Daarna ondernam dat volk een mythische reis naar een "beloofd land" en kwam in Kanaän. Tijdens die reis ontving het volk tien geboden en ontwikkelde het een monotheïstische religie (het jodendom). De mondeling overgeleverde verhalen werden na een ballingschap opgeschreven. 

### Historisch
De onafhankelijk geschreven historie van een Joods volk in de regio Palestina begint veel later. Joden waren na een opstand in het jaar 67 door de Romeinen vrijwel geheel uit het gebied verbannen of vertrokken in diaspora en verspreiden zich over de wereld. De naam van de regio werd door de Romeinen veranderd in Syria-Palaestina. Joden hebben sindsdien een bewogen bestaan geleid waarin armoede, discriminatie, onderdrukking en uitroeiing, maar ook in culturele, economische en individuele bloei. Door de jaren heen was de joodse religie de voornaamste bindende factor. Het belijden echter van deze religie of het volgen van de joodse tradities was geen vereiste om tot het Joodse volk te behoren.
Sinds de opkomst van het nationalisme en de Verlichting hebben ook Joden een transitie ondergaan waardoor velen zich minder als een volk en meer als een etnische of etnoreligieuze gemeenschap binnen andere volken zijn gaan zien. Deelname aan alle aspecten van het maatschappelijk leven nam toe.
Tijdens de diaspora ontstond op veel plaatsen antisemitisme, een vorm van discriminatie. Als reactie op het antisemitisme ontstond met name vanuit Oost- en Centraal-Europa een Joodse nationale beweging, het Zionisme. De zionisten streefden naar een eigen land voor Joden. In eerste instantie werd aan Oeganda of Ethiopië gedacht, maar later werd dit Palestina. Een deel van de zionisten emigreerden dan ook naar dat gebied in het toenmalig Ottomaanse Rijk. Er werd land gekocht en de eerste zionisten maakten een begin met het koloniseren en cultiveren van het land in de vorm van kibboetsen. Na de Balfour-verklaring, en vervolgens na de Eerste Wereldoorlog maar vooral tijdens en na de Tweede Wereldoorlog in Europa nam de migratie naar Palestina toe en groeide de Joodse aanwezigheid daar.
Niet alle naar Palestina gemigreerde Joden zijn echter religieus of nationalistisch zionist. Velen zijn, naast de verbondenheid met hun etnische of religieuze afkomst nog loyaal aan hun nationaliteit vanuit hun geboorteland.

## Aantal Joden
Het exact tellen en registreren van Joden of andere etnische groepen binnen naties stuit op bezwaren. Niettemin bestaan er schattingen van het aantal Joden.
Vóór de Tweede Wereldoorlog bedroeg het aantal Joden wereldwijd naar schatting ongeveer 18 miljoen. Na de genocide van de Holocaust (Hebreeuws: שואה, uitspraak: sjo•a) door de nazi's tijdens die Tweede Wereldoorlog waren daar nog ongeveer 12 miljoen van over. In 2018 lopen de schattingen uiteen van 13 tot 14,6 miljoen Joden. Uitgaande van de laagste schatting (13 miljoen in 2005) leven ongeveer 5,7 miljoen Joden in Noord-Amerika (waarvan 5,3 miljoen in de Verenigde Staten en 0,4 miljoen in Canada), 5,3 miljoen in Azië (waarvan het merendeel in Israël), 1,5 miljoen in Europa (waarvan 0,5 miljoen in Frankrijk), 0,3 miljoen in Zuid-Amerika, 0,1 miljoen in Australië/Oceanië en ongeveer evenveel in Afrika. In het jaar 2025 waren er rond de 35.000 Nederlandse Joden.

## Etymologie
De term Joden (Hebreeuws יהודי - Jehoedi) is afkomstig van de naam Juda (Hebreeuws יהודה - Jehoeda), die de vierde zoon van aartsvader Jakob was.
Oorspronkelijk was een Jehoed een lid van de Stam van Juda. Later werd de naam toegepast op alle burgers van het koninkrijk Juda die zich rekenden tot de afstammelingen van Jakob, alias Israël. Het andere deel van het voormalige koninkrijk Israël (dat ongeveer 100 jaar bestaan heeft, onder de koningen Saul, David en Salomo) bleef koninkrijk Israël heten en de inwoners ervan, die zich ook tot de afstammelingen van Jakob rekenden, heetten nog lang Israëlieten. Tegenwoordig wordt voor het volk Israël voornamelijk de term Joden gebruikt.
Aangezien de namen van religies niet met hoofdletters worden geschreven, wordt 'joods' met een kleine letter geschreven als het om de religie gaat; als het om het Joodse volk gaat, dan wordt 'Joods' wel met een  hoofdletter geschreven.

## Wie is Joods?
De vraag wie Joods is houdt het jodendom vooral vanaf de 20e eeuw intens bezig.
De definitie van wie Joods is en Jood-zijn is gebaseerd op de traditionele joodse wetgeving en luidt: Alleen die persoon waarvan de moeder ten tijde van de geboorte een Jodin was of de persoon die zich vrijwillig tot het jodendom heeft bekeerd op grond van de Joodse wetten is Joods. Er heerst overigens een misvatting dat tot de tijd van de Tweede Tempel het jodendom ook via de vader kon worden overgedragen, maar dit argument is niet op feiten gebaseerd. Om deze misvatting te ontkrachten brengt de Thora juist in het boek Deuteronomium 7:1-5 een verbod op gemengde huwelijken. Hierbij vermeldt de Thora dat een kind met alleen een niet-joodse vader van het jodendom verwijderd kan raken, maar dat dit niet het geval is voor een kind van een niet-joodse moeder, aangezien het kind sowieso niet-joods is. In Leviticus 24:10 wordt gesproken over de zoon uit de relatie van een Israëlitische vrouw met een Egyptische man die wordt beschouwd als een deel van het volk. En ten slotte verwijst in het jaar 458 v.Chr. de schrijver Ezra hier ook naar in het Bijbelboek Ezra 10:2-3 bij zijn oproep aan de Joodse priesters om te scheiden van hun niet-Joodse vrouwen.
Volgens sommige meningen zijn Abraham en Sara het begin van het Joodse geslacht. Volgens de meeste meningen is het jodendom evenwel ontstaan bij het massaal accepteren van de Thora op de berg Sinaï door de nazaten van de aartsvaders Abraham, Izaak en Jakob. Dit evenement vond plaats na de uittocht uit Egypte in het jaar 1312 v.Chr. (6 Sivan 2448). Aan deze massale acceptatie van de Thora als grondwet ging een massale bekering van het volk vooraf. Evenwel hebben later door de eeuwen heen verschillende mensen zich individueel bekeerd tot het jodendom. Op wat uitzonderingen na, zoals het volk van de Chazaren, gaat het meestal om individuen, zoals Ruth, Rabbi Shemaya, Rabbi Avtalyon, Rabbi Meir, Onkelos en de ouders van Rabbi Akiva.

### Situatie per richting
Sinds het ontstaan van de conservatieve en liberale jodenbewegingen in de 19e eeuw en het ontstaan van een aanzienlijke seculiere Joodse bevolking en seculiere instituten die het jodendom registreren in de 20e eeuw, zijn er onderling enige verschillen ontstaan in de erkenning wie Joods is:
- Het orthodox jodendom stelt dat iedere persoon die geboren is uit een Joodse moeder of door een orthodoxe rechtbank (בית דין, uitspraak: beeit dien) als uitgekomen is erkend, Joods is. Dat wil zeggen dat ook Joden die een andere religie aanhangen als Joden gelden, zij het dat er voor hen beperkingen gelden in de Joodse eredienst en men soms uit respect voor hun keuze hen ook niet-Joods zal noemen.
- Voor het conservatief jodendom gelden dezelfde regels, maar zij erkennen ook degenen die bij hen zijn uitgekomen (en hun nageslacht) als Joods.
- Bij vele gemeenten in het liberaal jodendom gelden verschillende regels: iedereen die ten minste één Joodse ouder heeft kan toetreden tot het jodendom, maar moet dit wel actief doen. Daarentegen zijn mensen die een andere religie aanhangen geen Joden meer. Bovendien kunnen kinderen van mensen die nooit in contact met het jodendom zijn getreden het niet claimen. Bekeringen zijn wel eenvoudiger te voltooien dan bij de bovenstaande richtingen.
- Voor seculiere instellingen, zoals het Ministerie van Binnenlandse Zaken van Israël en de Hillel-studentenhuizen in de VS, geldt vaak een mengeling van de bovenstaande wetten. Mensen met een Joodse moeder worden altijd erkend. 'Vaderjoden' worden erkend als zij expliciet door liberale rabbijnen als Joods zijn erkend (in Israël: door rabbijnen buiten Israël). Alle bekeringen tot het jodendom worden erkend (in Israël alleen als ze buiten Israël geschieden).
- Sinds de invoering van de DNA-techniek is het volgens wetenschapper Evelien Gans (bijzonder hoogleraar hedendaags jodendom) achterhaald om voor het bepalen van iemands Joodse achtergrond uitsluitend te kijken naar de lijn van de moeder. Volgens haar is iemand Jood als hij of zij een Joodse vader en/of een Joodse moeder heeft.[3][4]

### Situatie per gemeenschap
In de VS, het land met de grootste Joodse gemeenschap, volgt elke richting zijn eigen bepalingen. Een vrij vergaand compromis geldt voornamelijk voor de studentenhuizen, die door rabbijnen en bestuursleden uit verschillende richtingen worden geleid, onder andere om jonge mensen op huwbare leeftijd met een zo breed mogelijk Joods publiek in contact te laten komen. In de VS bestaat sinds begin 20e eeuw de vrijzinnige reconstructionistische stroming. In deze stroming werd in de loop der tijd de mogelijkheid van een vrouwelijke rabbijn ingevoerd en volledige gelijkwaardigheid qua sekse, kleur en geaardheid; ook hier is iedereen welkom die ten minste één Joodse ouder heeft.
In Israël, waar de op een na grootste gemeenschap leeft, is de vraag 'Wie is Joods?' een bijzonder precair onderwerp, waar traditioneel de religieuze politieke partijen en sinds kort ook Shinui (Hebreeuws: שינוי. uitspraak: sji•noe•ie) veel politiek kapitaal op zetten. Sinds het uitbreiden van de basiswetten is het oppergerechtshof veel actiever geworden in het scheppen van juridische precedenten, zodat de status quo steeds vaker door deze instelling wordt bepaald. De huidige status quo in Israël is dat het orthodoxe jodendom vrijwel een monopolie heeft op de besluitvorming binnen Israël, maar dat beslissingen door de niet-orthodoxe richtingen buiten Israël geheel worden erkend.
Ook in Nederland heeft het gerechtshof zich indirect met het vraagstuk bemoeid. De orthodoxe en de zeer kleine masorti-bewegingen hebben dezelfde bepalingen als elders (zie hierboven). De liberale beweging in Nederland is echter meestal wat conservatiever dan die in de VS (onder meer omdat de masorti-beweging in Nederland klein en nieuw is), maar sinds 1995 is er in Amsterdam ook een liberale gemeente in de Amerikaanse stijl, Beit Ha'Chidush, met een vrouwelijke rabbijn, die vaderjoden en homoseksuelen actief aanmoedigt lid te worden. In Delft bestaat sinds 2005 de Open Joodse Gemeente Klal Yisrael, die behoort tot de reconstructionistische stroming.

### Situatie in de Tweede Wereldoorlog
De nazi's kondigden in 1935 de Rassenwetten van Neurenberg af. Hierin werd getracht een "zuiver Germaans ras" terug te krijgen. Feitelijk was de hieraan ten grondslag liggende eugenetica zowel in strijd met de genetica als met de Joodse religie. Hierdoor kwam het incidenteel voor dat mensen die vier volgens de Neurenberger wetten niet-Joodse voorouders hadden, volgens die zelfde wetten zelf wel als "Jood" uit de bus kwamen, terwijl zelfs een praktiserend Jood als "raszuiver Germaan" gezien kon worden. In hun pogingen dit soort verwarring tegen te gaan werden de regels alleen maar ingewikkelder, waardoor uiteindelijk slechts willekeur restte.

## Beknopte Joodse geschiedenis

### Geschiedenis volgens de Tenach
De oorsprong van het Joodse volk wordt gezocht rond het einde van de derde dynastie van Ur (2070 - circa 1950 v.Chr.), omstreeks de periode van de twaalfde dynastie van de farao's in Egypte en de eerste Babylonische dynastie (circa 1800 - 1500 v.Chr.).
Aartsvader Abraham, wiens geschiedenis in het Bijbelboek Genesis staat beschreven, wordt volgens de overlevering beschouwd als de stamvader van het volk Israël. Abraham (toen nog Abram) was een nomade, die van Ur in het zuidwesten naar Haran in het noordwesten van Mesopotamië trok. Daar gelastte God hem zijn land en familie te verlaten en in een ander land een eigen volk te stichten. Genesis 12:2: 'Ik zal je tot een groot volk maken, ik zal je zegenen, ik zal je aanzien geven, een bron van zegen zul je zijn'. Abraham gehoorzaamde en vertrok met zijn hele familie en al zijn dienaren en vee naar het land van de Kanaänieten in West-Palestina. Daar bivakkeerde de groep in tenten, groef waterputten voor mensen en vee en trachtte de periodieke droogte te overleven. Wanneer dat moeilijk werd verhuisde men tijdelijk naar de Nijldelta in Egypte.
Volgens de Bijbelse en joodse traditie sloot God met Abraham in Kanaän een plechtig en eeuwig verbond. Het teken daarvan was de besnijdenis. Deze gewoonte werd van vader op zoon doorgegeven. Nog altijd worden Joodse jongetjes op de achtste dag na hun geboorte mits zij kerngezond zijn tijdens een religieuze plechtigheid besneden.
Via Abrahams zoon, aartsvader Isaak, diens zoon Jakob en zijn twaalf zonen werd het geloof in de God van Abraham op het snel groeiende volk overgedragen. Ook tijdens het vierhonderdjarige verblijf (het exacte aantal jaren is niet bekend, want er is geen enkel bewijs of spoor van gevonden) in Egypte (mogelijk van circa 1850 - 1450 v.Chr.) bleef wat er reeds bestond aan eigenheid van geloof en rituelen bewaard.
Mozes, afkomstig uit de stam Levi, die volgens de Bijbelse geschiedenis door de dochter van de farao werd opgevoed, leidde het volk Israël in opdracht van God het land Egypte uit (de exodus). In de woestijn van de Sinaï ontving het volk via Mozes de tien geboden en overige wetgeving en werd een mobiele plaats van samenkomst, de tabernakel, gebouwd. Mozes' opvolger Jozua leidde het volk over de Jordaan het Beloofde Land (Kanaän) binnen. Na een periode van oorlog werd het land, verdeeld in stamgebieden, in bezit genomen. Een periode van richters, hogepriesters en profeten werd gevolgd door de periode van de koningen. Belangrijk in dit verband is, dat bij vrijwel elke nieuwe ontwikkeling die het volk (en soms een individu) doormaakte, volgens de religieuze joodse traditie het verbond tussen God en Abraham plechtig werd bevestigd. Daarmee werd ook steeds opnieuw het gehele Joodse volk aangespoord God te gehoorzamen en Hem als enige God te dienen.

### Joden tijdens de Tweede Tempelperiode
De tijdens de regering van Salomo gebouwde Eerste Tempel in Jeruzalem, en later de Tweede Tempel, gebouwd door de uit Babylonië teruggekeerde Joden, waren centra van onder meer de nationale viering van joodse feestdagen. Ook hield zich hier het puikje van de joodse religieuze geleerdheid op, werd er recht gesproken en onderwezen in de wet en andere Joodse geschriften. Voor het levend houden van het nationale en religieuze bewustzijn was de tempel van groot belang.
Na de terugkeer uit de ballingschap was Juda aanvankelijk een onbeduidend tempelstaatje. Na de veroveringen door Alexander de Grote kwam het eerst onder bestuur van de Ptolemaeën te staan, later onder bestuur van de Seleuciden.

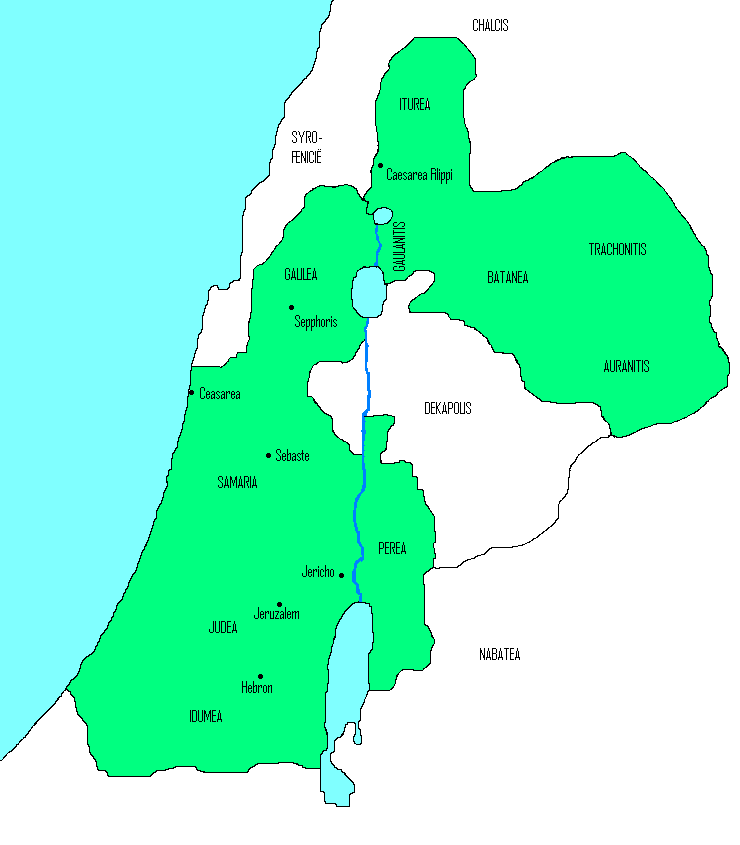
Het Joodse land tijdens Herodes de Grote

In 167 v.Chr. brak de Makkabese opstand uit, die er uiteindelijk toe leidde dat er opnieuw een onafhankelijke Joodse staat ontstond, onder de koningsdynastie van de Hasmoneeën. In deze periode werd het rijk steeds meer uitgebreid, tot het de omvang had die het eens onder koning David gehad had (zie kaartje).
In 63 v.Chr. kwam er een einde aan de zelfstandige Joodse staat doordat de Romeinen Jeruzalem innamen. In 37 v.Chr. stelden de Romeinen Herodes I (ter onderscheid de Grote genoemd) aan als vazalkoning over het grote Joodse land. Hij bracht het land economische bloei, hoewel alleen de rijken hiervan profiteren. Zijn restauratie van de tempel maakte deze nog meer dan voorheen hét centrum van de joodse religie. De streng gelovige delen van het volk hebben hem zijn cynische machtspolitiek en zijn pogingen om de Joodse en Griekse beschaving te combineren echter nooit vergeven.
In de decennia die volgden wisselden bestuur door de Herodiaanse dynastie en direct Romeins bestuur elkaar in de verschillende delen van het Joodse land af.
Groeperingen binnen het jodendom in de tijd van de Tweede Tempelperiode: Farizeeën -- Sadduceeën -- Boethusianen -- Essenen -- Qumrangemeenschap -- Zeloten -- Sicariërs -- Herodianen -- Samaritanen
In 66 groeide de zoveelste opstand tegen de Romeinen uit tot de Joodse oorlog, die eindigde in het jaar 70 met de verwoesting van de Tempel van Jeruzalem en de rest van de stad. Veel Joden werden gedood of als slaaf weggevoerd.
Na de Bar Kochba opstand (132-135) werden de Joden verbannen uit Judea en Jeruzalem. Velen gingen naar Galilea, waar ze wel mochten wonen. De grond van Jeruzalem werd omgeploegd, en met puin geëgaliseerd. Jeruzalem werd daarna een puur Romeinse stad.

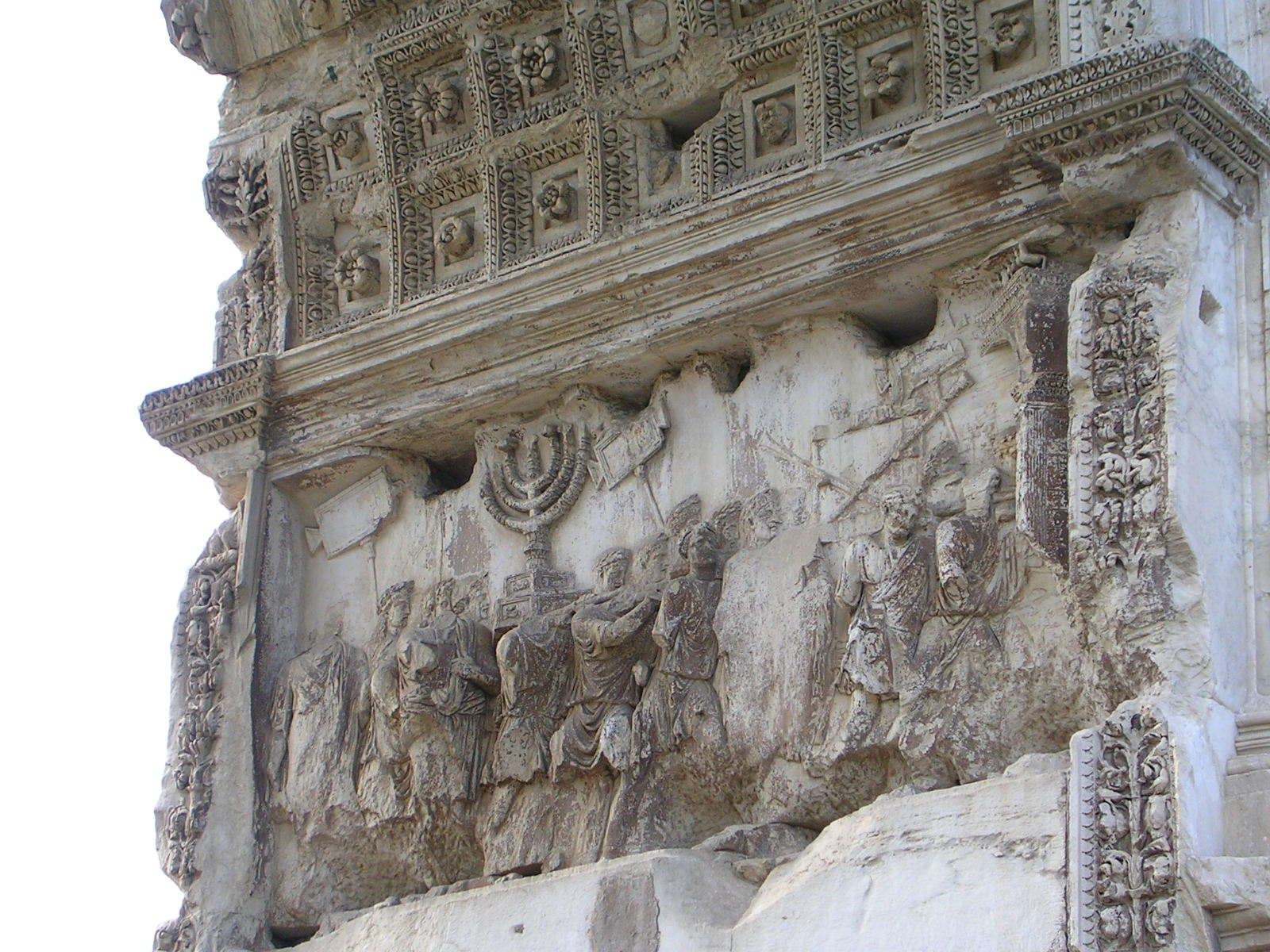
De triomftocht van de Romeinen met de geroofde tempelschat - onder meer de menora - uit Jeruzalem op de binnenzijde van de boog van Titus op het Forum Romanum te Rome

### Diaspora
Na de mislukte opstand van Bar Kochba stond voor Joden de doodstraf op het binnenkomen in Jeruzalem. De Joodse nationale staat eindigde met het verlies van het politieke en religieuze middelpunt. Het geestelijke middelpunt bleef de synagoge.
Veel verdreven Joden vestigden zich in Babylon, waar ze onder de heerschappij van de Parthen tot welstand kwamen. Onder de Sassaniden vonden vervolgingen plaats door de priesterkaste van de Magiërs, maar onder Arabische heerschappij verbeterde de positie van de Joden.
Van kritiek belang voor het ontstaan van een nieuwe vorm van de Joodse traditie was de ontwikkeling van de interpretaties van de Thora, die in de Misjna en Talmoed werden gevonden. Circa 500 werd de Babylonische Talmoed voltooid, die bestaat uit de Misjna (leer) en de Gemara (gesprekken over de leer).

Van Babylon trekken de Joden naar Afghanistan, Perzië, Indië, Armenië en het Kaukasusgebergte.
Veel Joden werden verkocht in de slavernij, terwijl anderen burgers van andere delen van het Romeinse Rijk werden. Dit is de traditionele verklaring voor de diaspora. Nochtans was een meerderheid van de Joden in de oudheid waarschijnlijk nakomeling van mensen in de steden van de hellenistisch-Romeinse wereld, vooral in Alexandrië (waar kort nadat de stad gesticht was een grote Joodse gemeenschap was ontstaan) en Klein-Azië. Dezen werden slechts beïnvloed door de diaspora in zijn geestelijke betekenis, in de betekenis van het verlies van de hoeksteen van het joodse credo. Het beleid van bekering, dat de joodse godsdienst in de hellenistische beschaving uitspreidde, zou naar verluidt met de oorlogen tegen de Romeinen geëindigd te zijn.

### Joden in de diaspora
Verbonden door hun unieke etniciteit en monotheïstische religie zijn de Joden door de eeuwen heen, ook in de diaspora, als groep apart, maar niet geïsoleerd gebleven. Hoewel de joodse religie bekering actief ontmoedigt, worden bekeerlingen toch als volwaardige Joden gezien en hebben zij als zodanig geen aparte status.
De joodse wetten uit de Thora (uitgewerkt in de Talmoed, Hebreeuws: תלמוד), waaronder de reinigingswetten en de wet op de sjabbat, alsmede de briet mila, de synagoge en de joodse feesten zijn overal ter wereld verbindende elementen geweest. Ook het joodse onderwijs, zoals de Jesjiva (Hebreeuws: ישיבה, uitspraak: jesjiwa, vertaling: gebied) en Cheider, (Hebreeuws: חדר, uitspraak: cheider, vertaling: kamer), en de rabbijn (Hebreeuws: raw, Jiddisch: rebbe), die de functie vervult van wetsuitlegger; leerling en leraar, hebben in hoge mate bijgedragen tot het behoud van het eigen karakter van de Joodse samenleving.

## Enkele Joodse gemeenschappen

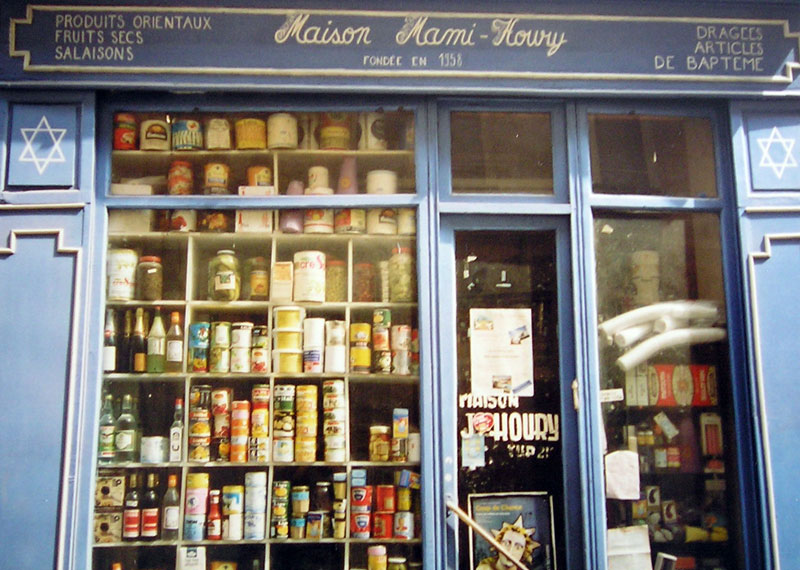
Joodse winkel in Le Marais, Parijs

### Verenigde Staten
Hoewel er al Joden in de huidige Verenigde Staten wonen vanaf de 17e eeuw, is er pas sinds het begin van de 19e eeuw sprake van noemenswaardige Joodse immigratie. In 1880 waren er ongeveer 250.000 Joden in de Verenigde Staten, waarvan velen kleine handelaren waren en niet religieus, vooral afkomstig uit Duitsland en omringende landen.
Als gevolg van de toename van de vervolging van Joden in Oost-Europa, nam de immigratie van Joden daarna dramatisch toe. De meeste nieuwe immigranten waren arme Joden uit Rusland en Polen. Meer dan twee miljoen Joden immigreerden naar de VS tussen het einde van de 19e eeuw en 1924, toen strengere immigratiebeperkingen van kracht werden. Een groot aantal van deze immigranten bleef in New York en directe omgeving wonen, waarmee (tot op heden) een van de belangrijkste Joodse bevolkingsconcentraties ter wereld een feit werd.
Aan het begin van de 20e eeuw leefden deze Joden hoofdzakelijk in stedelijke immigrantenbuurten, en stichtten steunnetwerken die uit vele kleine synagogen bestaan en landsmanschaften, verenigingen van Joden afkomstig uit dezelfde stad of hetzelfde dorp in Europa. De Joods-Amerikaanse schrijvers van die tijd spoorden assimilatie en integratie met de bredere Amerikaanse cultuur aan en de Joden werden al snel een deel van het Amerikaanse leven. Zo vochten vijfhonderdduizend Amerikaanse Joden, de helft van alle Joodse mannen tussen 18 en 50, in de Tweede Wereldoorlog en na de oorlog sloten Joodse families zich aan bij de nieuwe trend van suburbanisatie. In de forensenplaatsen assimileerden Joden in toenemende mate, aangezien het percentage van gemengde huwelijken met niet-Joden de 50 overschreed. Desondanks vormden zich nieuwe joodse gemeenschappen, nam het lidmaatschap van religieuze joodse gemeenten scherp toe van 20% in 1930 tot 60% in 1960 en verdubbelde het aantal leerlingen op Joodse scholen ruim tussen het einde van WOII en midden jaren 50.
In 2009 leefden er ongeveer 6,5 miljoen Joden in de Verenigde Staten. De Joden in de VS wonen grotendeels in en om de belangrijkste steden. De steden met de grootste Joodse bevolking zijn in aflopende volgorde: New York, Miami, Los Angeles, Philadelphia, Chicago, San Francisco, Boston en Washington D.C.. Ook in andere steden woont soms een percentsgewijs aanzienlijke Joodse bevolking, bijvoorbeeld in Cleveland. In vele agglomeraties woont de meerderheid van de Joodse bevolking inmiddels in de randsteden.

### Israël
In 2017 woonden er ongeveer 6.556.000 etnische Joden in Israël, hetgeen gelijk staat aan 75% van de bevolking. Het aandeel Joden in Israël varieerde van 63% in Jeruzalem tot 99% in Bnei Brak.

### Nederland
In de Nederlandse diaspora zijn Joden globaal in twee periodes het land binnengekomen. Eerst kwamen de Sefardische Joden, vanwege de Jodenvervolging door de inquisitie, vanuit Spanje of Portugal. Tot op heden zijn deze te herkennen aan achternamen als Cardozo, Nunes of Pereira. Later kwamen de Askenazische Joden vanuit oostelijk liggende landen, verjaagd door de daar heersende vervolging, bijvoorbeeld uit Duitsland, Polen of Rusland. Aan de Joodse achternamen is deze afstamming te zien, bijvoorbeeld Hamburger, Moszkowicz, Polak of Van Praag. Beide groepen leefden jarenlang geïsoleerd van elkaar en hadden in Amsterdam elk een eigen synagoge.
Kort vóór de Tweede Wereldoorlog arriveerden in Nederland grote aantallen Joodse vluchtelingen vanuit Duitsland en de door nazi-Duitsland geannexeerde gebieden. Een deel daarvan slaagde er nog in voordat Nederland ook bezet zou worden, te migreren naar de Verenigde Staten en diverse Zuid-Amerikaanse staten, en een klein aantal naar Palestina. In de loop van 1939 betrof dit een kleine 2500 personen.
Tijdens de Tweede Wereldoorlog werden circa 101.800 Nederlandse Joden en familieleden vermoord in de Holocaust (ook wel op zijn Hebreeuws sjoa genoemd) door de nazi's en hun handlangers. Een artikel in het NRC in 2004 schatte het aantal Nederlandse Joden op ongeveer 37.000. Maar volgens een inventarisatie van 'American Jewish Year Book' (2006) telde Nederland in 2004 30.000 Joden.
In 2009 becijferde het Joods Maatschappelijk Werk (JMW) dat er in 2009 52.000 Joden in Nederland woonden, dit staat in het JMW-rapport 'De Joden in Nederland anno 2009'. In 1999 concludeerde het JMW nog dat er 43.000 Joodse Nederlanders waren. De toename is volgens het onderzoek te verklaren omdat het aantal Joden in de jaren na de Tweede Wereldoorlog steeds werd onderschat. Bovendien stijgt het aantal Israëli’s dat in Nederland woont: uit het onderzoek blijkt dat er minstens 9000 Joodse Israëli’s in Nederland wonen.

### Azerbeidzjan

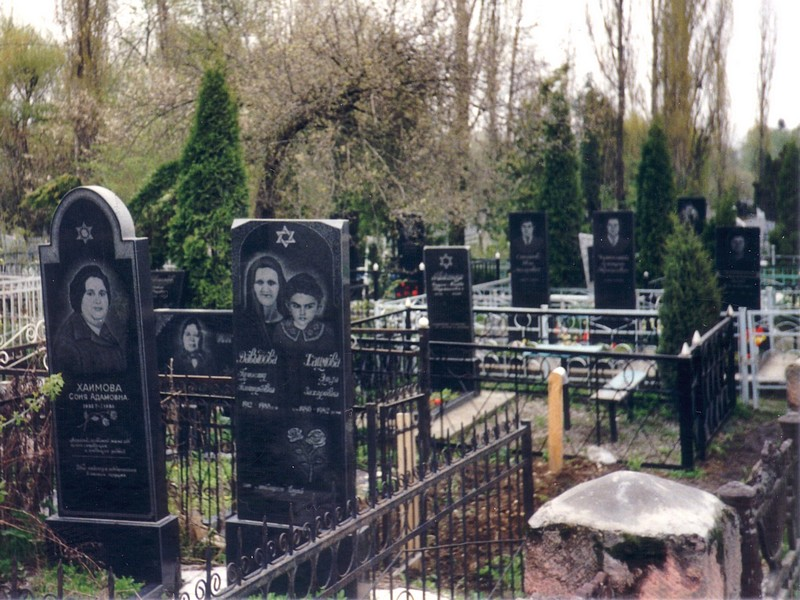
Joodse begraafplaats in Nalchik, Azerbeidzjan

De Joden in Azerbeidzjan kunnen in drie grote groepen onderverdeeld worden: Bergjoden, Asjkenazische Joden en Georgische Joden. In de volkstelling van 2009 werden er 9.084 Joden geteld, een lichte stijging vergeleken met 8.916 Joden in 1999, maar een scherpe daling vergeleken met 41.072 Joden in 1989. De grootste gemeenschappen wonen in de steden Quba en Bakoe.

### Marokko
Begin 21ste eeuw woonden er minder dan 3.000 Joden in Marokko, een zwakke herinnering aan betere tijden. In 1940 woonden er bijvoorbeeld nog zo’n 250.000 Marokkaanse Joden in Marokko. Vooral tijdens de Operatie Jachin in de jaren 1961-1964 daalde het aantal Joden dramatisch. In Israël, Frankrijk en Canada wonen echter significante Marokkaans-Joodse gemeenschappen.

### Rusland
In de Russische volkstelling van 2010 werden er 159.348 etnische Joden geteld (0,11% van de Russische bevolking), waarvan het overgrote deel een seculaire levensbeschouwing heeft. Slechts 31% van de Russische Joden bestempelden zichzelf als aanhanger van het jodendom. Meer dan de helft van de Russische Joden zijn niet-religieus, terwijl zo’n 17% tot de Russisch-Orthodoxe Kerk behoorde.

### Suriname
In Suriname wonen met name nakomelingen van Portugese Joden, en in minderheid Asjkenazische Joden. In hun geschiedenis speelt de Jodensavanne een grote rol. In Paramaribo staat de grote synagoge vlak naast de grote moskee. De Surinaamse volkstelling van 2012 registreerde 181 aanhangers van het jodendom, waarvan 102 mannen en 79 vrouwen.

### Turkije
De meeste joden in Turkije stammen af van Sefardische joden die na 1492 Spanje en Portugal verlaten hadden. Anno 2019 zijn er ongeveer 22.000 joden in Turkije. De grootste groep woont in Istanboel.